# Jasna Majstorović
Jasna Majstorović est une joueuse de volley-ball serbe née le 23 avril 1984 à Čačak. Elle mesure 1,81 m et joue au poste de réceptionneuse-attaquante. Elle totalise 111 sélections en équipe de Serbie.

## Clubs
| Club                    | De        | À         |
| ----------------------- | --------- | --------- |
| Jedinstvo Uzice         | 2000-2001 | 2004-2005 |
| VBC Voléro Zurich       | 2005-2006 | 2005-2006 |
| Postar 064 Belgrade     | 2006-2007 | 2008-2009 |
| Beşiktaş Istanbul       | 2009-2010 | 2009-2010 |
| CV 2004 Tomis Constanţa | 2010-2011 | 2010-2011 |
| Rabita Bakou            | 2011-2012 | 2011-2012 |
| CV 2004 Tomis Constanţa | 2012-2013 | 2012-2013 |
| CSM Bucureşti           | 2013-2014 | 2015-2016 |
| PA Venelles             | 2016-2017 | …         |

## Palmarès

### Équipe nationale
- Championnat d'Europe
  - Finaliste : 2007.

### Clubs
- Championnat du monde des clubs
  - Vainqueur : 2011.
- Championnat de Serbie
  - Vainqueur : 2001,  2005, 2007 2008, 2009.
- Coupe de Serbie
  - Vainqueur : 2003, 2007 2008, 2009.
- Championnat de Suisse
  - Vainqueur: 2006.
- Coupe de Suisse
  - Vainqueur : 2006.
- Championnat d'Azerbaïdjan
  - Vainqueur : 2012.
- Challenge Cup
  - Vainqueur : 2016.
- Coupe de Roumanie
  - Finaliste : 2016.